# 星野昌子
星野 昌子（ほしの まさこ、1932年1月8日 - 2022年12月2日）は、日本のNGO活動家。特定非営利活動法人日本国際ボランティアセンター特別顧問。元敬愛大学教授。

## 経歴
東京都生まれ。慶應義塾大学文学部社会学科卒業。
1965年、青年海外協力隊初代隊員としてラオスの首都で日本語教育に従事。1968年、在ラオス大使館大使秘書。1971年、ベトナム戦争の激化でラオスを離れ、タイ王国に移住、引き続き途上国支援に携わる。1980年、日本国際ボランティアセンター（JVC）をバンコクに設立。事務局長、東京本部事務局長、特別顧問を歴任。
1991年、神奈川県立かながわ女性センター館長。その後、日本NPOセンター代表理事、敬愛大学国際学部教授、2008年G8サミット・NGOフォーラム代表などを歴任。
2022年12月2日、大腸がんで死去。90歳没。

## 受賞歴
- 1985年　外務大臣表彰（国際技術協力）
- 1995年　総理大臣表彰（男女共同参画社会づくり功労者）
- 2012年　旭日小綬章 受章[3]

## 著書
- 星野昌子、鈴木耐子（絵）、野中章弘（協力）『いのち』NSK出版、2012年7月1日。ISBN 978-4921102227。

## 関連図書
- 杉山由美子『こんな生き方がしたい 国際ボランティア星野昌子』理論社、1999年6月1日。ISBN 978-4652049365。 NCID BA42576413。